# ديفيد غاسكون
ديفيد غاسكون (بالإسبانية: David Gascón)‏ هو لاعب كرة قدم إسباني، ولد في 11 أبريل 1978 في مدريد في إسبانيا. لعب مع نادي ألكوركون ونادي بطليوس ونادي خيتافي ونادي فييانوفينسي.